# LP 71-82
LP 71-82是一顆位於天龍座的紅矮星。距離地球25.42光年。在運動學上，它可能屬於大熊座移動星群。
多重調查沒有發現 LP 71-82在2014年有任何恆星伴星。

## 物理特性
LP 71-82是一顆活動非常強烈的耀星，到2019年至少檢測到四次耀斑。對於一顆只有6小時的短自轉週期的恆星來說，預計會有這樣的活動。 